# Império do Espírito Santo de Santo Amaro (Santo Amaro)

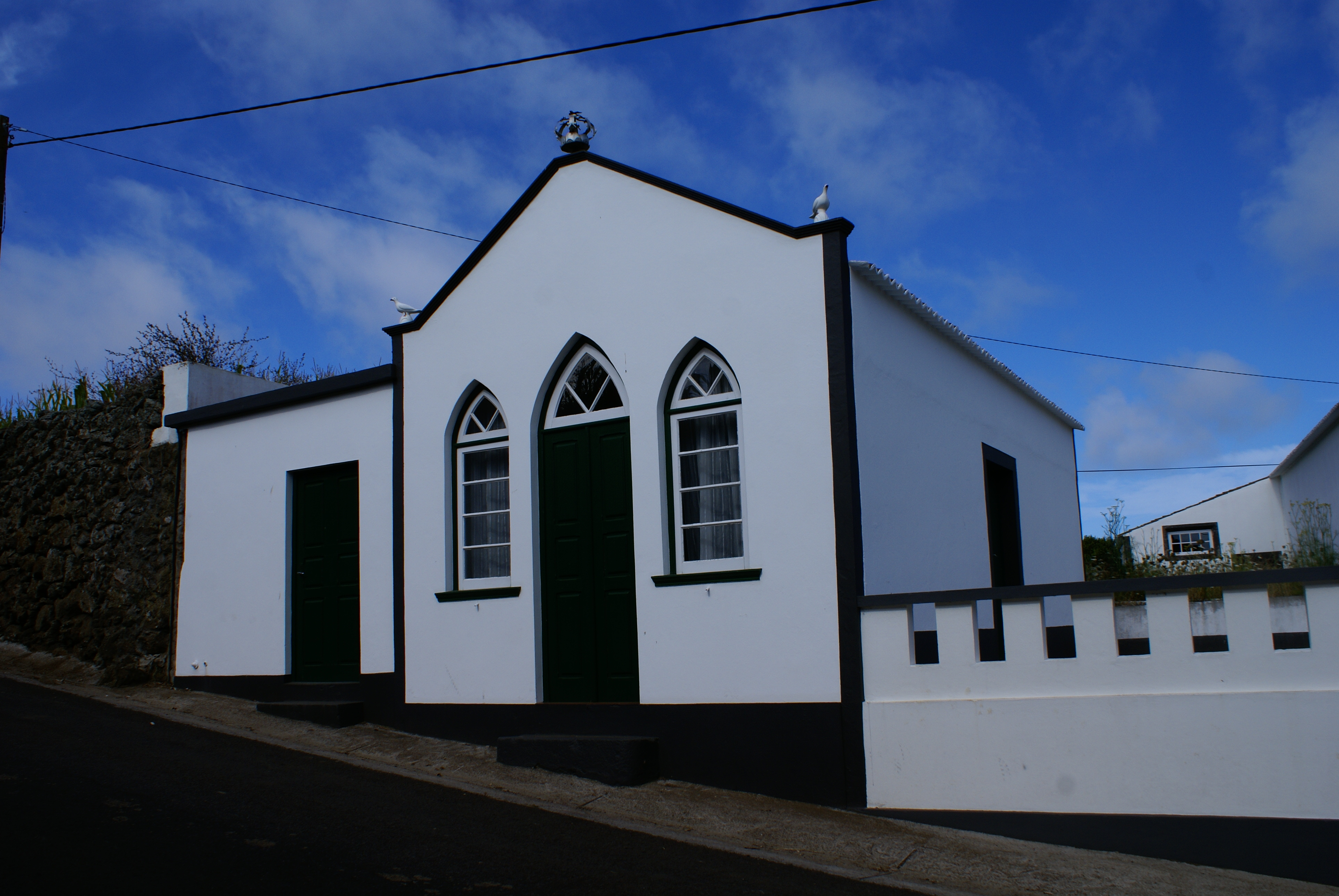
Império do Espírito Santo de Santo Amaro.

O Império do Espírito Santo de Santo Amaro é um Império do Espírito Santo português que se localiza na aldeia de Santo Amaro, concelho de Santa Cruz da Graciosa, ilha Graciosa, arquipélago dos Açores.